# Beachvolleybal op de Gemenebestspelen 2018
Beachvolleybal was een van de onderdelen op de Gemenebestspelen 2018 in Gold Coast. Het was de eerste maal dat de sport op de Gemenebestspelen beoefend werd. Het onderdeel vond plaats van 6 tot en met 12 april op het strand van Coolangatta. Aan zowel het mannen- als vrouwentoernooi namen twaalf tweetallen deel, verdeeld over drie groepen. De twee beste teams van elke groep evenals de twee beste nummers drie gingen door naar de kwartfinales; vanaf daar werd via een knockoutsysteem gespeeld.

## Mannen

### Groepsfase
|  | Direct naar laatste acht                 |
|  | Als beste nummers drie naar laatste acht |

#### Groep A
| # | Ploeg              | Punten | Wedstrijden | Wedstrijden | Spelpunten | Spelpunten | Spelpunten | Sets | Sets | Sets  |
| # | Ploeg              | Punten | W           | V           | W          | V          | Ratio      | W    | V    | Ratio |
| - | ------------------ | ------ | ----------- | ----------- | ---------- | ---------- | ---------- | ---- | ---- | ----- |
| 1 | McHugh / Schumann  | 6      | 3           | 0           | 126        | 61         | 2,066      | 6    | 0    | MAX   |
| 2 | Williams / Stewart | 5      | 2           | 1           | 113        | 96         | 1,177      | 4    | 2    | 2,000 |
| 3 | Korowale / Cavula  | 4      | 1           | 2           | 86         | 111        | 0,775      | 2    | 4    | 0,500 |
| 4 | Seabrookes / Hodge | 3      | 0           | 3           | 69         | 126        | 0,548      | 0    | 6    | 0,000 |

| Datum   |                    | Score |                    | Set 1   | Set 2   | Set 3 |
| ------- | ------------------ | ----- | ------------------ | ------- | ------- | ----- |
| 6 april | McHugh / Schumann  | 2 – 0 | Korowale / Cavula  | 21 – 9  | 21 – 9  |       |
| 7 april | Williams / Stewart | 2 – 0 | Seabrookes / Hodge | 21 – 14 | 21 – 14 |       |
| 8 april | McHugh / Schumann  | 2 – 0 | Seabrookes / Hodge | 21 – 3  | 21 – 11 |       |
| 8 april | Williams / Stewart | 2 – 0 | Korowale / Cavula  | 21 – 9  | 21 – 17 |       |
| 9 april | Seabrookes / Hodge | 0 – 2 | Korowale / Cavula  | 16 – 21 | 11 – 21 |       |
| 9 april | McHugh / Schumann  | 2 – 0 | Williams / Stewart | 21 – 13 | 21 – 16 |       |

#### Groep B
| # | Ploeg                | Punten | Wedstrijden | Wedstrijden | Spelpunten | Spelpunten | Spelpunten | Sets | Sets | Sets  |
| # | Ploeg                | Punten | W           | V           | W          | V          | Ratio      | W    | V    | Ratio |
| - | -------------------- | ------ | ----------- | ----------- | ---------- | ---------- | ---------- | ---- | ---- | ----- |
| 1 | Pedlow / Schachter   | 6      | 3           | 0           | 127        | 79         | 1,608      | 6    | 0    | MAX   |
| 2 | Miedzybrodzki / Cook | 5      | 2           | 1           | 139        | 143        | 0,972      | 4    | 4    | 1,000 |
| 3 | Kamara / Lombi       | 4      | 1           | 2           | 128        | 135        | 0,948      | 3    | 4    | 0,750 |
| 4 | Pradeep / Yapa       | 3      | 0           | 3           | 103        | 140        | 0,736      | 1    | 6    | 0,167 |

| Datum   |                      | Score |                      | Set 1   | Set 2   | Set 3   |
| ------- | -------------------- | ----- | -------------------- | ------- | ------- | ------- |
| 6 april | Miedzybrodzki / Cook | 2 – 1 | Pradeep / Yapa       | 21 – 15 | 18 – 21 | 16 – 14 |
| 6 april | Pedlow / Schachter   | 2 – 0 | Kamara / Lombi       | 22 – 20 | 21 – 14 |         |
| 7 april | Pedlow / Schachter   | 2 – 0 | Pradeep / Yapa       | 21 – 11 | 21 – 5  |         |
| 7 april | Miedzybrodzki / Cook | 2 – 1 | Kamara / Lombi       | 19 – 21 | 21 – 18 | 15 – 12 |
| 9 april | Pradeep / Yapa       | 0 – 2 | Kamara / Lombi       | 17 – 21 | 20 – 22 |         |
| 9 april | Pedlow / Schachter   | 2 – 0 | Miedzybrodzki / Cook | 21 – 12 | 21 – 17 |         |

#### Groep C
| # | Ploeg                    | Punten | Wedstrijden | Wedstrijden | Spelpunten | Spelpunten | Spelpunten | Sets | Sets | Sets  |
| # | Ploeg                    | Punten | W           | V           | W          | V          | Ratio      | W    | V    | Ratio |
| - | ------------------------ | ------ | ----------- | ----------- | ---------- | ---------- | ---------- | ---- | ---- | ----- |
| 1 | O'Dea / O'Dea            | 6      | 3           | 0           | 157        | 139        | 1,129      | 6    | 3    | 2,000 |
| 2 | Gregory / Sheaf          | 5      | 2           | 1           | 131        | 101        | 1,297      | 5    | 2    | 2,500 |
| 3 | Apostolou / Chrysostomou | 4      | 1           | 2           | 117        | 129        | 0,907      | 3    | 4    | 0,750 |
| 4 | Acácio / Soares          | 3      | 0           | 3           | 103        | 139        | 0,741      | 1    | 6    | 0,167 |

| Datum   |                          | Score |                          | Set 1   | Set 2   | Set 3   |
| ------- | ------------------------ | ----- | ------------------------ | ------- | ------- | ------- |
| 6 april | O'Dea / O'Dea            | 2 – 1 | Apostolou / Chrysostomou | 16 – 21 | 21 – 19 | 15 – 11 |
| 6 april | Gregory / Sheaf          | 2 – 0 | Acácio / Soares          | 21 – 13 | 21 – 14 |         |
| 7 april | O'Dea / O'Dea            | 2 – 1 | Acácio / Soares          | 19 – 21 | 21 – 9  | 15 – 11 |
| 7 april | Gregory / Sheaf          | 2 – 0 | Apostolou / Chrysostomou | 21 – 17 | 21 – 7  |         |
| 8 april | Apostolou / Chrysostomou | 2 – 0 | Acácio / Soares          | 21 – 18 | 21 – 17 |         |
| 8 april | Gregory / Sheaf          | 1 – 2 | O'Dea / O'Dea            | 21 – 14 | 18 – 21 | 8 – 15  |

### Eindronde
|  | Kwartfinale | Kwartfinale              | Kwartfinale        | Kwartfinale        | Kwartfinale |                   |    | Halve finale | Halve finale | Halve finale | Halve finale | Halve finale |              |  | Finale | Finale            | Finale | Finale | Finale | Finale | Finale |
|  |             |                          |                    |                    |             |                   |    |              |              |              |              |              |              |  |        |                   |        |        |        |        |        |
|  |             | McHugh / Schumann        | 21                 | 21                 |             |                   |    |              |              |              |              |              |              |  |        |                   |        |        |        |        |        |
|  |             | Kamara / Lombi           | 12                 | 14                 |             |                   |    |              |              |              |              |              |              |  |        |                   |        |        |        |        |        |
|  |             | Kamara / Lombi           | 12                 | 14                 |             | McHugh / Schumann | 21 | 21           |              |              |              |              |              |  |        |                   |        |        |        |        |        |
|  |             |                          |                    |                    |             | McHugh / Schumann | 21 | 21           |              |              |              |              |              |  |        |                   |        |        |        |        |        |
|  |             |                          | Gregory / Sheaf    | 13                 | 16          |                   |    |              |              |              |              |              |              |  |        |                   |        |        |        |        |        |
|  |             | Miedzybrodzki / Cook     | Gregory / Sheaf    | 13                 | 16          | 14                | 17 |              |              |              |              |              |              |  |        |                   |        |        |        |        |        |
|  |             | Miedzybrodzki / Cook     |                    |                    |             | 14                | 17 |              |              |              |              |              |              |  |        |                   |        |        |        |        |        |
|  |             | Gregory / Sheaf          | 21                 | 21                 |             |                   |    |              |              |              |              |              |              |  |        |                   |        |        |        |        |        |
|  |             |                          |                    |                    |             |                   |    |              |              |              |              |              |              |  |        | McHugh / Schumann | 21     | 18     | 18     |        |        |
|  |             |                          |                    | Pedlow / Schachter | 19          | 21                | 16 |              |              |              |              |              |              |  |        |                   |        |        |        |        |        |
|  |             | O’Dea / O’Dea            | 21                 | 21                 |             |                   |    |              |              |              |              |              |              |  |        |                   |        |        |        |        |        |
|  |             | Williams / Stewart       | 15                 | 14                 |             |                   |    |              |              |              |              |              |              |  |        |                   |        |        |        |        |        |
|  |             | Williams / Stewart       | 15                 | 14                 |             | O’Dea / O’Dea     | 19 | 15           |              |              |              |              |              |  |        |                   |        |        |        |        |        |
|  |             |                          |                    |                    |             | O’Dea / O’Dea     | 19 | 15           |              |              |              |              |              |  |        |                   |        |        |        |        |        |
|  |             |                          | Pedlow / Schachter | 21                 | 21          |                   |    |              | Troostfinale | Troostfinale | Troostfinale | Troostfinale | Troostfinale |  |        |                   |        |        |        |        |        |
|  |             | Apostolou / Chrysostomou | Pedlow / Schachter | 21                 | 21          | 17                | 15 |              | Troostfinale | Troostfinale | Troostfinale | Troostfinale | Troostfinale |  |        |                   |        |        |        |        |        |
|  |             | Apostolou / Chrysostomou |                    |                    |             | 17                | 15 |              |              |              |              |              |              |  |        |                   |        |        |        |        |        |
|  |             | Pedlow / Schachter       | 21                 | 21                 |             |                   |    |              |              |              |              |              |              |  |        | Gregory / Sheaf   | 13     | 15     |        |        |        |
|  |             |                          |                    |                    |             |                   |    |              |              |              |              |              |              |  |        | O’Dea / O’Dea     | 21     | 21     |        |        |        |

## Vrouwen

### Groepsfase
|  | Direct naar laatste acht                 |
|  | Als beste nummers drie naar laatste acht |

#### Groep A
| # | Ploeg                       | Punten | Wedstrijden | Wedstrijden | Spelpunten | Spelpunten | Spelpunten | Sets | Sets | Sets  |
| # | Ploeg                       | Punten | W           | V           | W          | V          | Ratio      | W    | V    | Ratio |
| - | --------------------------- | ------ | ----------- | ----------- | ---------- | ---------- | ---------- | ---- | ---- | ----- |
| 1 | Artacho / Clancy            | 6      | 3           | 0           | 126        | 54         | 2,333      | 6    | 0    | MAX   |
| 2 | Konstantinou / Angelopoulou | 5      | 2           | 1           | 107        | 83         | 1,289      | 4    | 2    | 2,000 |
| 3 | Beattie / Coutts            | 4      | 1           | 2           | 84         | 103        | 0,816      | 2    | 4    | 0,500 |
| 4 | Stafford / Williams         | 3      | 0           | 3           | 49         | 126        | 0,389      | 0    | 6    | 0,000 |

| Datum   |                     | Score |                             | Set 1   | Set 2   | Set 3 |
| ------- | ------------------- | ----- | --------------------------- | ------- | ------- | ----- |
| 6 april | Beattie / Coutts    | 2 – 0 | Stafford / Williams         | 21 – 8  | 21 – 11 |       |
| 6 april | Artacho / Clancy    | 2 – 0 | Konstantinou / Angelopoulou | 21 – 14 | 21 – 9  |       |
| 7 april | Artacho / Clancy    | 2 – 0 | Stafford / Williams         | 21 – 2  | 21 – 11 |       |
| 7 april | Beattie / Coutts    | 0 – 2 | Konstantinou / Angelopoulou | 8 – 21  | 16 – 21 |       |
| 9 april | Artacho / Clancy    | 2 – 0 | Beattie / Coutts            | 21 – 9  | 21 – 9  |       |
| 9 april | Stafford / Williams | 0 – 2 | Konstantinou / Angelopoulou | 3 – 21  | 14 – 21 |       |

#### Groep B
| # | Ploeg                  | Punten | Wedstrijden | Wedstrijden | Spelpunten | Spelpunten | Spelpunten | Sets | Sets | Sets  |
| # | Ploeg                  | Punten | W           | V           | W          | V          | Ratio      | W    | V    | Ratio |
| - | ---------------------- | ------ | ----------- | ----------- | ---------- | ---------- | ---------- | ---- | ---- | ----- |
| 1 | Humana-Paredes / Pavan | 6      | 3           | 0           | 126        | 40         | 3,150      | 6    | 0    | MAX   |
| 2 | Grimson / Palmer       | 5      | 2           | 1           | 96         | 86         | 1,116      | 4    | 2    | 2,000 |
| 3 | Blackman / Grant       | 4      | 1           | 2           | 88         | 124        | 0,710      | 2    | 4    | 0,500 |
| 4 | Ratudina / Nima        | 3      | 0           | 3           | 69         | 129        | 0,535      | 0    | 6    | 0,000 |

| Datum   |                        | Score |                  | Set 1   | Set 2   | Set 3 |
| ------- | ---------------------- | ----- | ---------------- | ------- | ------- | ----- |
| 6 april | Humana-Paredes / Pavan | 2 – 0 | Ratudina / Nima  | 21 – 5  | 21 – 8  |       |
| 6 april | Grimson / Palmer       | 2 – 0 | Blackman / Grant | 21 – 16 | 21 – 12 |       |
| 8 april | Humana-Paredes / Pavan | 2 – 0 | Blackman / Grant | 21 – 7  | 21 – 8  |       |
| 8 april | Grimson / Palmer       | 2 – 0 | Ratudina / Nima  | 21 – 9  | 21 – 7  |       |
| 9 april | Blackman / Grant       | 2 – 0 | Ratudina / Nima  | 21 – 18 | 24 – 22 |       |
| 9 april | Humana-Paredes / Pavan | 2 – 0 | Grimson / Palmer | 21 – 6  | 21 – 6  |       |

#### Groep C
| # | Ploeg                      | Punten | Wedstrijden | Wedstrijden | Spelpunten | Spelpunten | Spelpunten | Sets | Sets | Sets  |
| # | Ploeg                      | Punten | W           | V           | W          | V          | Ratio      | W    | V    | Ratio |
| - | -------------------------- | ------ | ----------- | ----------- | ---------- | ---------- | ---------- | ---- | ---- | ----- |
| 1 | Wills / Polley             | 6      | 3           | 0           | 126        | 84         | 1,500      | 6    | 0    | MAX   |
| 2 | Matauatu / Pata            | 5      | 2           | 1           | 117        | 88         | 1,330      | 4    | 2    | 2,000 |
| 3 | Nzayisenga / Mutatsimpundu | 4      | 1           | 2           | 98         | 115        | 0,852      | 2    | 4    | 0,500 |
| 4 | Lau / Ong                  | 3      | 0           | 3           | 73         | 127        | 0,575      | 0    | 6    | 0,000 |

| Datum   |                 | Score |                            | Set 1   | Set 2   | Set 3 |
| ------- | --------------- | ----- | -------------------------- | ------- | ------- | ----- |
| 7 april | Matauatu / Pata | 2 – 0 | Lau / Ong                  | 21 – 9  | 21 – 12 |       |
| 7 april | Wills / Polley  | 2 – 0 | Nzayisenga / Mutatsimpundu | 21 – 14 | 21 – 16 |       |
| 8 april | Wills / Polley  | 2 – 0 | Lau / Ong                  | 21 – 16 | 21 – 5  |       |
| 8 april | Matauatu / Pata | 2 – 0 | Nzayisenga / Mutatsimpundu | 21 – 15 | 21 – 10 |       |
| 9 april | Lau / Ong       | 0 – 2 | Nzayisenga / Mutatsimpundu | 11 – 21 | 20 – 22 |       |
| 9 april | Wills / Polley  | 2 – 0 | Matauatu / Pata            | 21 – 17 | 21 – 16 |       |

### Eindronde
|  | Kwartfinale | Kwartfinale                 | Kwartfinale            | Kwartfinale            | Kwartfinale |                             |    | Halve finale | Halve finale | Halve finale | Halve finale | Halve finale |              |  | Finale | Finale                      | Finale | Finale | Finale | Finale | Finale |
|  |             |                             |                        |                        |             |                             |    |              |              |              |              |              |              |  |        |                             |        |        |        |        |        |
|  |             | Artacho / Clancy            | 21                     | 21                     |             |                             |    |              |              |              |              |              |              |  |        |                             |        |        |        |        |        |
|  |             | Nzayisenga / Mutatsimpundu  | 9                      | 8                      |             |                             |    |              |              |              |              |              |              |  |        |                             |        |        |        |        |        |
|  |             | Nzayisenga / Mutatsimpundu  | 9                      | 8                      |             | Artacho / Clancy            | 21 | 16           | 15           |              |              |              |              |  |        |                             |        |        |        |        |        |
|  |             |                             |                        |                        |             | Artacho / Clancy            | 21 | 16           | 15           |              |              |              |              |  |        |                             |        |        |        |        |        |
|  |             |                             | Matauatu / Pata        | 19                     | 21          | 9                           |    |              |              |              |              |              |              |  |        |                             |        |        |        |        |        |
|  |             | Matauatu / Pata             | Matauatu / Pata        | 19                     | 21          | 9                           | 23 | 21           | 15           |              |              |              |              |  |        |                             |        |        |        |        |        |
|  |             | Matauatu / Pata             |                        |                        |             |                             | 23 | 21           | 15           |              |              |              |              |  |        |                             |        |        |        |        |        |
|  |             | Grimson / Palmer            | 25                     | 19                     | 12          |                             |    |              |              |              |              |              |              |  |        |                             |        |        |        |        |        |
|  |             |                             |                        |                        |             |                             |    |              |              |              |              |              |              |  |        | Artacho / Clancy            | 19     | 20     |        |        |        |
|  |             |                             |                        | Humana-Paredes / Pavan | 21          | 22                          |    |              |              |              |              |              |              |  |        |                             |        |        |        |        |        |
|  |             | Wills / Polley              | 10                     | 17                     |             |                             |    |              |              |              |              |              |              |  |        |                             |        |        |        |        |        |
|  |             | Konstantinou / Angelopoulou | 21                     | 21                     |             |                             |    |              |              |              |              |              |              |  |        |                             |        |        |        |        |        |
|  |             | Konstantinou / Angelopoulou | 21                     | 21                     |             | Konstantinou / Angelopoulou | 7  | 12           |              |              |              |              |              |  |        |                             |        |        |        |        |        |
|  |             |                             |                        |                        |             | Konstantinou / Angelopoulou | 7  | 12           |              |              |              |              |              |  |        |                             |        |        |        |        |        |
|  |             |                             | Humana-Paredes / Pavan | 21                     | 21          |                             |    |              | Troostfinale | Troostfinale | Troostfinale | Troostfinale | Troostfinale |  |        |                             |        |        |        |        |        |
|  |             | Beattie / Coutts            | Humana-Paredes / Pavan | 21                     | 21          | 9                           | 9  |              | Troostfinale | Troostfinale | Troostfinale | Troostfinale | Troostfinale |  |        |                             |        |        |        |        |        |
|  |             | Beattie / Coutts            |                        |                        |             | 9                           | 9  |              |              |              |              |              |              |  |        |                             |        |        |        |        |        |
|  |             | Humana-Paredes / Pavan      | 21                     | 21                     |             |                             |    |              |              |              |              |              |              |  |        | Matauatu / Pata             | 21     | 21     |        |        |        |
|  |             |                             |                        |                        |             |                             |    |              |              |              |              |              |              |  |        | Konstantinou / Angelopoulou | 14     | 10     |        |        |        |

## Medailles

### Medaillewinnaars
| Onderdeel | Goud | Goud                               | Zilver | Zilver                         | Brons | Brons                        |
| --------- | ---- | ---------------------------------- | ------ | ------------------------------ | ----- | ---------------------------- |
| Mannen    | AUS  | Christopher McHugh Damien Schumann | CAN    | Sam Pedlow Sam Schachter       | NZL   | Ben O'Dea Sam O'Dea          |
| Vrouwen   | CAN  | Melissa Humana-Paredes Sarah Pavan | AUS    | Mariafe Artacho Taliqua Clancy | VAN   | Linline Matauatu Miller Pata |

### Medaillespiegel
| Plaats | Land          | Goud | Zilver | Brons | Totaal |
| 1      | Australië     | 1    | 1      | 0     | 2      |
| 1      | Canada        | 1    | 1      | 0     | 2      |
| 3      | Nieuw-Zeeland | 0    | 0      | 1     | 1      |
| 3      | Vanuatu       | 0    | 0      | 1     | 1      |
| Totaal | Totaal        | 2    | 2      | 2     | 6      |

Atletiek · Badminton · Basketbal · Beachvolleybal · Boksen · Bowls · Gewichtheffen · Gymnastiek · Hockey · Netball · Powerlifting · Rugby sevens · Schietsport · Schoonspringen · Squash · Tafeltennis · Triatlon · Wielersport · Worstelen · Zwemmen